# Далберг-Венделсторф
Далберг-Венделсторф (њем. Dalberg-Wendelstorf) општина је у њемачкој савезној држави Мекленбург-Западна Померанија. Једно је од 91 општинског средишта округа Нордвестмекленбург. Према процјени из 2010. у општини је живјело 550 становника. Посједује регионалну шифру (AGS) 13058020.

## Географски и демографски подаци
Далберг-Венделсторф се налази у савезној држави Мекленбург-Западна Померанија у округу Нордвестмекленбург. Општина се налази на надморској висини од 50 метара. Површина општине износи 9,5 km². У самом мјесту је, према процјени из 2010. године, живјело 550 становника. Просјечна густина становништва износи 58 становника/km².